# Emil von Stengel
Emil Leopold Freiherr von Stengel (* 6. März 1842 in Athen, Königreich Griechenland; † 15. März 1925 in München) war ein bayerischer Generalleutnant.

## Leben

### Herkunft
Emil war der zweite von vier Söhnen des bayerischen Regierungsrates Stephan von Stengel (1807–1855) und dessen Ehefrau Eugenie, geborene Valtinos (1819–1873). Sein jüngerer Bruder Georg (1844–1920) war Hofmarschall von König Otto von Bayern.

### Militärkarriere
Stengel besuchte das Kadettenkorps in München und trat am 16. Mai 1859 als Junker in das 1. Artillerie-Regiment „Prinz Luitpold“ der Bayerischen Armee ein. Er avancierte Ende Juni 1859 zum Unterleutnant und war von Ende März 1862 bis Anfang April 1864 als Adjutant bei der Artilleriedirektion Ingolstadt kommandiert. Anfang Juli 1866 zum Oberleutnant befördert, nahm Stengel im folgenden Krieg gegen Preußen als Adjutant beim Artilleriekorpskommando an den Gefechten bei Diedorf, Kissingen und Nüdlingen, Helmstadt, Roßbrunn sowie den Hettstädter Höfen teil.
Nach dem Friedensschluss wurde er von seiner Adjutantenfunktion enthoben. Bei der Mobilmachung anlässlich des Krieges gegen Frankreich erfolgte Ende Juli 1870 unter Ernennung zum Bataillonsadjutanten seine Kommandierung als Adjutant der Artillerieabteilung der 1. Infanterie-Division. Für sein Wirken in der Schlacht bei Wörth erhielt Stengel im Armeebefehl vom 29. September 1870 eine Belobigung und für Sedan das Ritterkreuz II. Klasse des Militärverdienstordens. Im Armeebefehl vom 2. Dezember 1870 wurde er für die Gefechte bei Orléans erneut belobigt und für die Kämpfe an der Loire mit dem Eisernen Kreuz II. Klasse ausgezeichnet.
Am 18. Januar 1871 war Stengel Teilnehmer der Kaiserproklamation im Spiegelsaal von Versailles. Nach dem Friedensschluss sprach sich am 14. Juli 1871 ein unter dem Vorsitz des Generalmajors Karl von Dietl in München tagendes Ordenskapitel aufgrund Stengels Leistungen im Gefecht bei Villepion einstimmig für dessen Aufnahme in den Militär-Max-Joseph-Orden aus. Daraufhin ernannte ihn König Ludwig II. am 29. Juli 1871 zum Ritter des Ordens.
Von Anfang April 1871 bis Ende Januar 1873 war er als Adjutant der 1. Feld-Abteilung und im Anschluss daran zur historischen Abteilung des Großen Generalstabes nach Berlin kommandiert. Unter Belassung in diesem Kommando avancierte Stengel am 14. Dezember 1875 zum Hauptmann und Kompaniechef im  1. Fußartillerie-Regiment „Bothmer“. Am 1. August 1875 kehrte er in den Truppendienst zurück und wurde Ende November 1876 als Batteriechef in das 4. Feldartillerie-Regiment „König“ versetzt. Nach seiner Beförderung zum Major rückte Stengel Ende Juli 1886 zum etatmäßigen Stabsoffizier im 2. Feldartillerie-Regiment „Horn“ auf. Ab dem 18. Februar 1887 war er Kommandeur der II. Abteilung, stieg in dieser Stellung Ende Juli 1888 zum Oberstleutnant auf und wurde Anfang März 1889 als etatmäßiger Stabsoffizier erneut in das 4. Feldartillerie-Regiment „König“ versetzt. Am 30. Oktober 1889 erfolgte seine Ernennung zum Kommandeur des 2. Feldartillerie-Regiments „Horn“ in Würzburg sowie ein Jahr später die Beförderung zum Oberst. Unter Stellung à la suite seines Regiments wurde Stengel am 31. Mai 1895 als Sektionschef zur Inspektion der Fußartillerie nach München versetzt. Er avancierte am 5. Juni 1895 zum Generalmajor, erhielt Ende des Jahres das Kommandeurkreuz I. Klasse des Schwertordens  und 1897 das Kommandeurkreuz I. Klasse des Ordens Heinrichs des Löwen, das Großkreuz des Franz-Joseph-Ordens sowie den Kronen-Orden II. Klasse mit Stern.
In Genehmigung seines Abschiedsgesuches wurde Stengel am 16. April 1899 zur Disposition gestellt und Prinzregent Luitpold verlieh ihm das Großkomtur des Militärverdienstordens. Nach seiner Verabschiedung erhielt er am 19. Februar 1906 den Charakter als Generalleutnant.

### Familie
Stengel hatte sich am 7. Mai 1877 in München mit Henriette Lenz (1838–1911) verheiratet. Aus der Ehe ging der Sohn Walther (* 1879) hervor, der Oberregierungsrat im Bezirksamt Garmisch-Partenkirchen wurde.